# Mosaïque d'Hector et Achille du Rutland
La mosaïque d'Hector et Achille est une mosaïque datée du IIIe siècle ou IVe siècle découverte en 2020-2021 lors de fouilles réalisées dans le comté du Rutland. C'est un document unique de mosaïque figurant une scène de l'Iliade d'Homère découvert à ce jour dans l'actuelle Angleterre et l'« une des mosaïques les plus importantes jamais découvertes en Grande-Bretagne » selon John Thomas et Jennifer Browning.

## Découverte et historique
La mosaïque ornait le sol d'une pièce d'une villa plus particulièrement un  triclinium. La villa comporte des bâtiments d'exploitation, des thermes et un fossé. Les fouilles ont révélé des vestiges datables du IIIe siècle et IVe siècle.
L’œuvre est abîmée par le feu. Le site est utilisé comme lieu de sépultures dès la fin de l'époque romaine ou au début du Moyen Âge.
Le site est découvert par le fils du propriétaire du terrain pendant le confinement lié à l'épidémie de COVID-19 de 2020. L'inventeur du site, John Irvine, contacte les autorités, Historic England et l'université de Leicester.
Des fouilles, menées par l'équipe ayant mené celles ayant abouti à la découverte du corps de Richard III, ont lieu sur le site à partir de septembre 2021. Le dégagement de la mosaïque prend deux semaines. Le site livre plusieurs éléments dont des bâtiments et peut-être un édifice thermal.
Le site est remblayé dans l'attente de fouilles prévues ultérieurement, en 2022.
L’œuvre est protégée et seul le pâturage pourra avoir lieu sur le site.

## Description
La mosaïque mesure 11 m sur 7 m et est abîmée.
Trois panneaux composent l’œuvre.
Le premier comporte le duel de deux auriges, qui tourne à l'avantage d'Achille qui conduit un char pourvu de deux chevaux de couleurs différentes. Les chevaux d'Hector sont plus petits.
Sur le second panneau, abîmé, Achille traîne le corps de son adversaire. Il représente le moment de l'Iliade où , à l'issue du duel entre les deux protagonistes, Achille traîne avec ses chevaux le corps d'Hector, le père de ce dernier Priam étant lui aussi présent sur l’œuvre. Priam est vêtu d'une tunique et d'un bonnet phrygien  et réclame le corps de son fils. La composition conserve des fragments de créatures marines référence à la géographie de la ville de Troie non loin de la mer ou au « don des chevaux immortels par Poseïdon ».
Le dernier panneau, abîmé par l'incendie de l'édifice, présente la supplication de Priam face à Achille pour que ce dernier lui remette le corps de son fils contre paiement d'une somme en or correspondant au poids de ce dernier. Un personnage tient une balance et le corps de la victime est sur un des côtés. Achille est présenté assis.
La scène se situe à la fin de la guerre de Troie.

## Interprétation

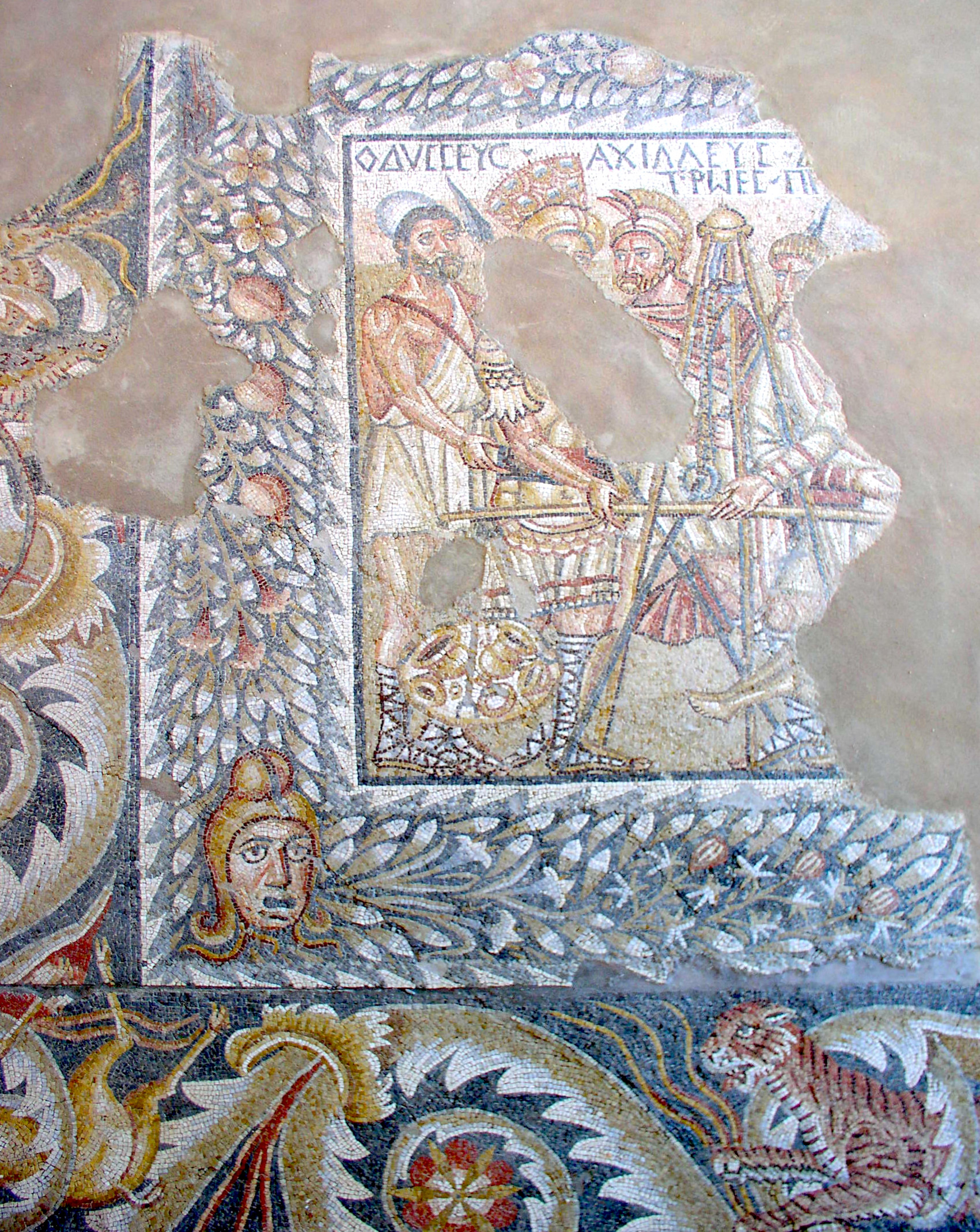
villa du Tellaro, Rançon pour le corps d'Hector.

La mosaïque est réalisée par des « mosaïstes hautement qualifiés ».
L'inspiration est peut-être à trouver dans des « manuscrits enluminés »,.
Le thème d'Achille est présent sur les mosaïques tardives mais n'est jamais aussi riche de détails. Une mosaïque similaire au dernier panneau est présent sur une œuvre de la villa du Tellaro de Caddeddi datée de la fin du IVe siècle.
La mosaïque prend des libertés avec l’œuvre littéraire d'Homère et s'approche d'une œuvre d'Eschyle